# Bealere di Torino
Le bealere o bialere sono dei piccoli corsi d'acqua, cui termine antico fu utilizzato soprattutto in Piemonte, naturali o artificiali, in passato scavati principalmente per scopi irrigui, oppure per produrre della forza motrice, ad esempio per alimentare dei piccoli mulini, opifici o altri impianti idraulici, in questo caso nell'agglomerato urbano della città di Torino. In termini strettamente idraulici, la bealera si differenziava sia dal "rio", in quanto quest'ultimo poteva essere soltanto naturale, sia dal "canale", in quanto quest'ultimo costituito da pareti fortificate, ad es. da cemento o da pietra. In tempi più recenti tuttavia, i termini sono diventati spesso tutti sinonimi.

L'idronimo deriverebbe dall'antico celto-ligure bedale, ovvero torrente scavato.

Purtroppo, tutto il sistema idrico, soprattutto nel nord-ovest-Italia, soffre da alcuni recenti anni di una cronica siccità meteorologica che desta varie preoccupazioni sulla portata di tutti i fiumi, torrenti, canali e relative bealere.

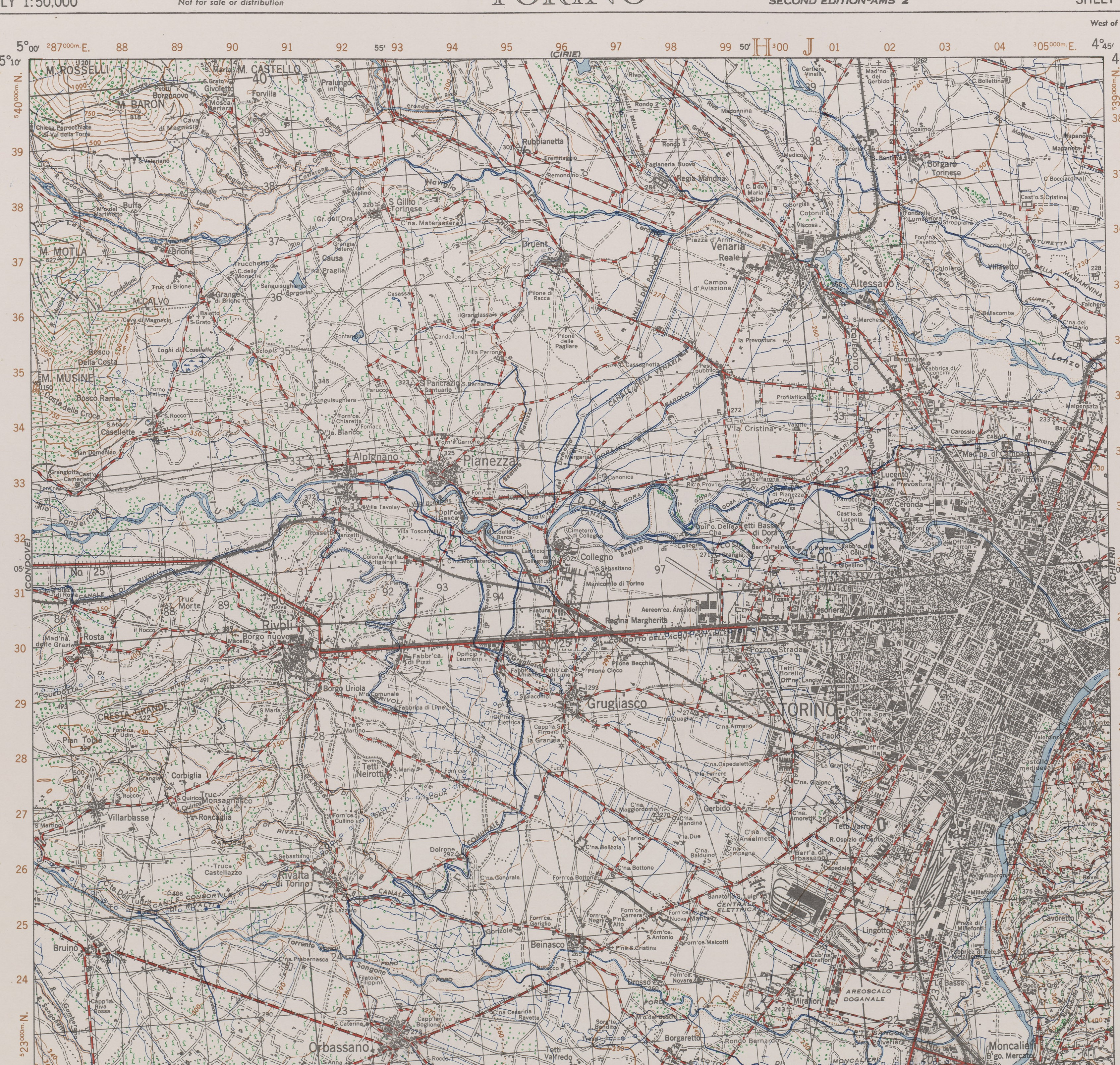
Mappa del 1941

## Bealere in prossimità della Dora Riparia

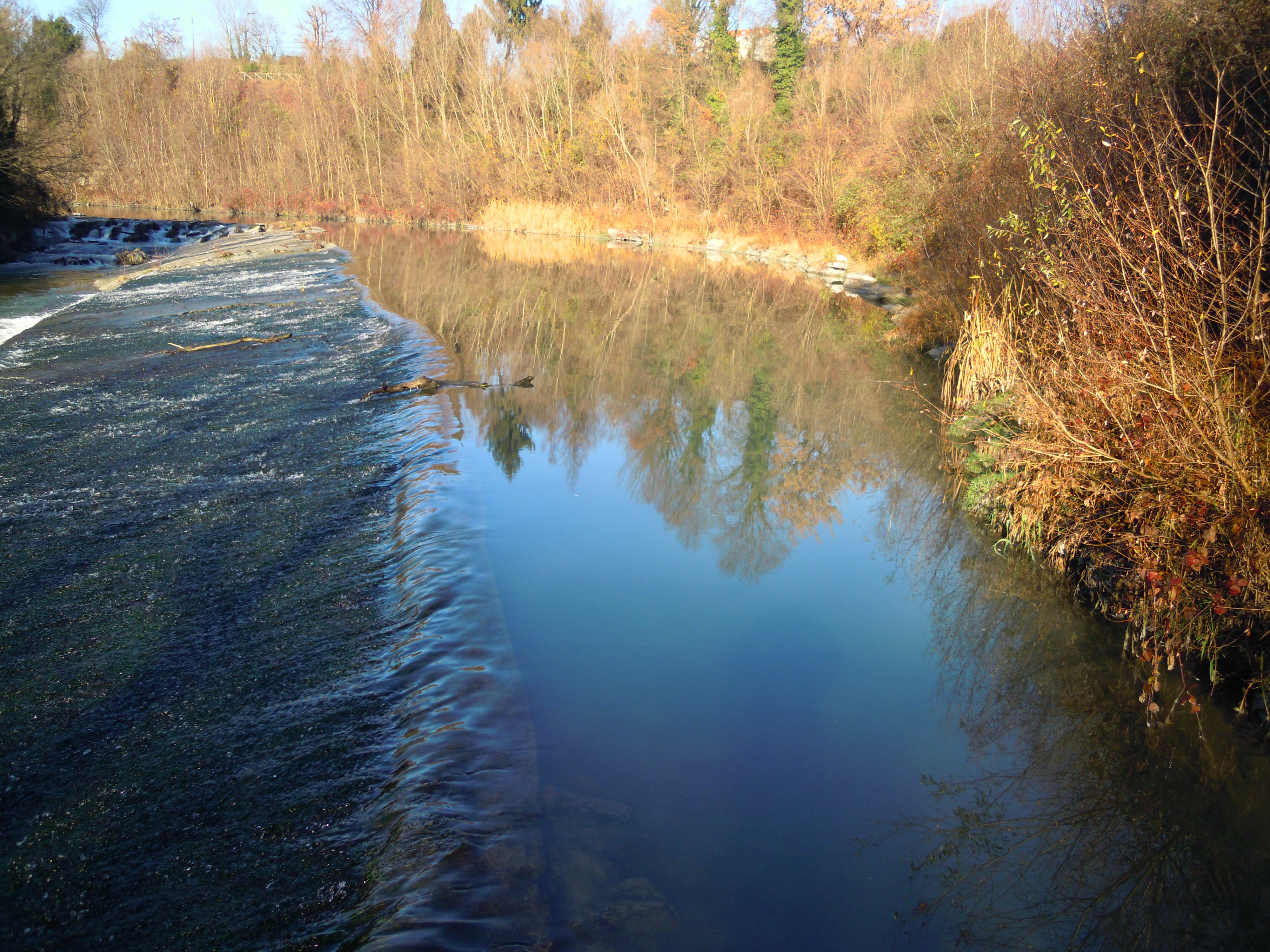
Tipica diga per convogliare l'acqua nella presa della Putea

Nei dintorni della città di Torino, la maggior parte delle bealere deriva dalla Dora Riparia, posta a nord del centro storico urbano. Il torrente consentiva infatti, seppure con forti variazioni di portata, di avere in tutte le stagioni l'acqua sufficiente alle irrigazioni ed alle piccole centrali idroelettriche disseminate lungo il suo corso. Inoltre, a parità di distanza in linea d'aria, il salto altimetrico è decisamente maggiore rispetto al più grande fiume Po, oppure alla Stura di Lanzo, posta nella periferia più a nord. Lungo il corso d'acqua, in bassa Val di Susa, presso il paese di Sant'Antonino di Susa, già si contano 18 bealere, 8 con presa sulla sponda destra e 10 a sinistra :
- Bealera di S. Antonino (sponda destra), si origina a Villar Focchiardo e bagna i territori di S. Antonino, Vaie, Chiusa di San Michele e S. Ambrogio per una lunghezza di 10 km

- Bealera di Rivoli (sponda destra), si origina a Chiusa e bagna i territori di S. Ambrogio, Avigliana, Buttigliera, Alpignano e Rivoli per circa 25 km.

- Bealera dei prati di Caselette ed Alpignano (sponda sinistra), si origina nel Comune di Villar Dora e bagna Almese, Caselette ed Alpignano per un totale di 14,5 km.

- Bealera di Avigliana (sponda destra), la presa si trova nel territorio di S. Ambrogio e bagna Avigliana e Buttigliera per un totale di oltre 7 km.

- Bealera di Grugliasco (sponda destra), si origina ad Alpignano e s'inoltra nei territori di Rivoli, Collegno, Grugliasco e Torino dividendosi in più diramazioni per un totale di 17 km . Le sue acque finiscono nel Po e nel Sangone.

- Bealera Becchia [4] (sponda destra), si origina ad Alpignano dalla vasca di carico della centrale idroelettrica e bagna Collegno, Grugliasco e Torino per 9 km.

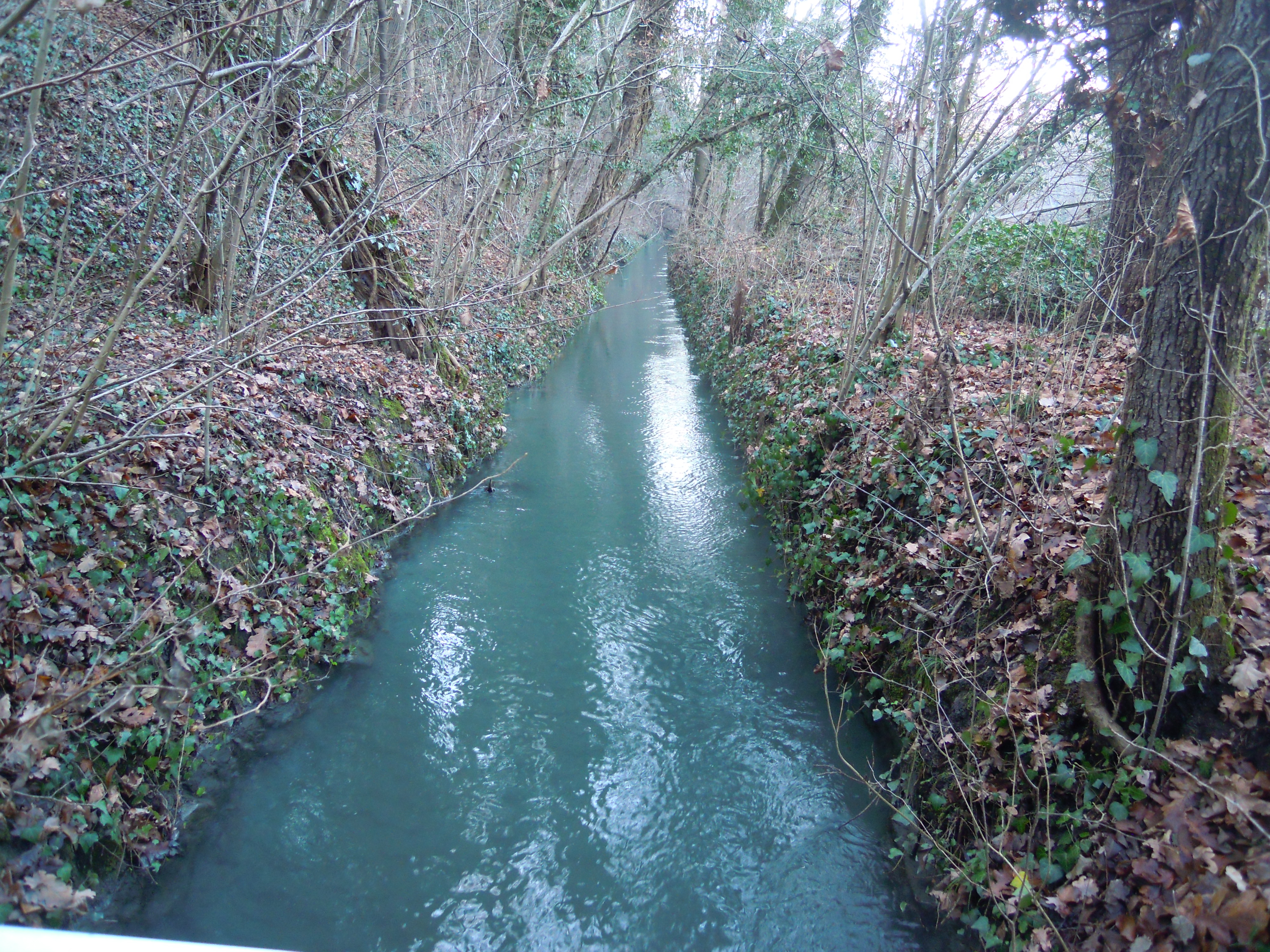
Bealera Becchia ad Alpignano

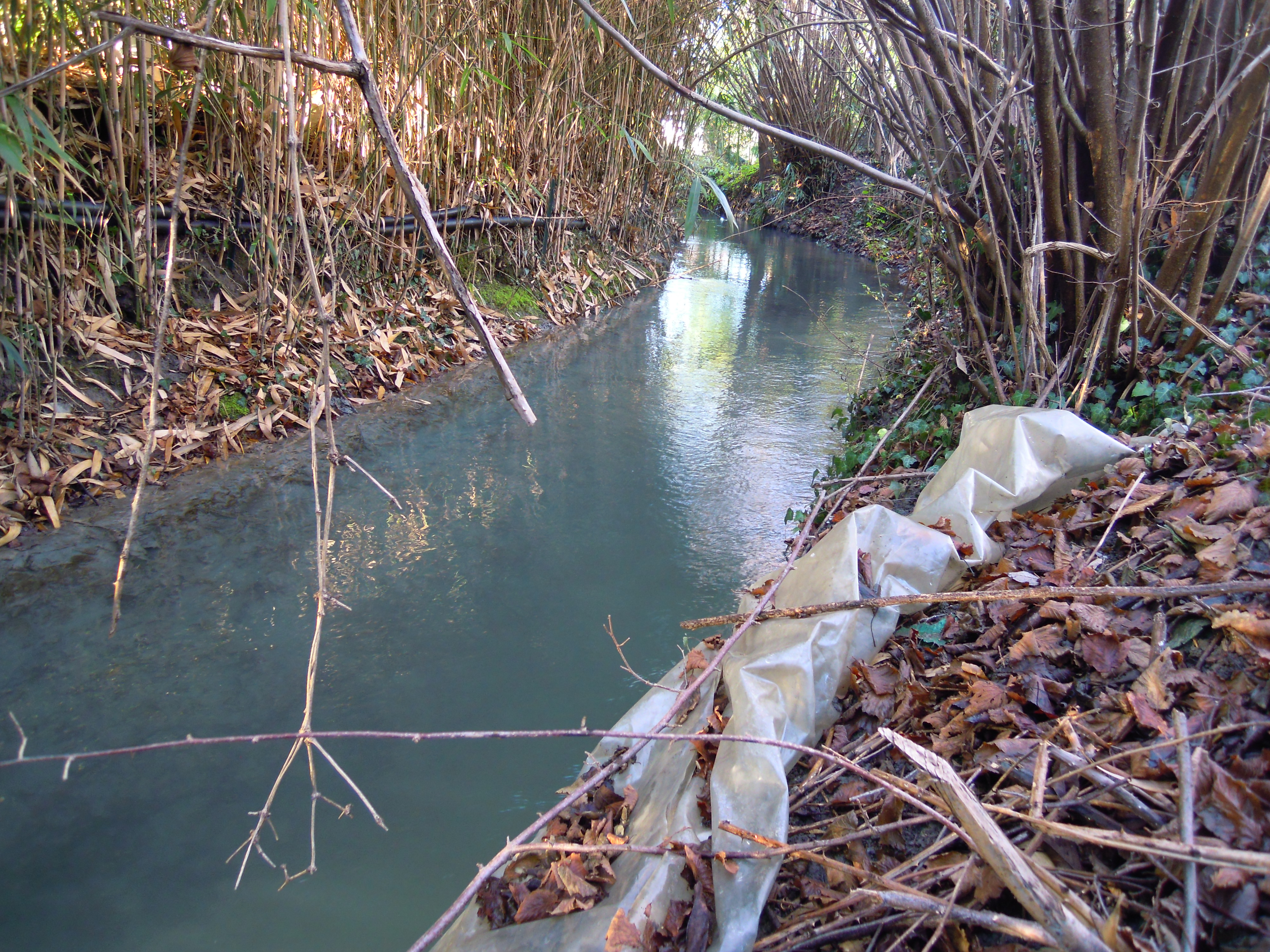
Bealera Becchia a Rivoli

- Bealera di Orbassano (sponda sinistra) ha la presa ad Alpignano sulla sponda sinistra ed attraverso un ponte canale si sposta sul lato opposto attraversando i territori di Rivoli, Grugliasco, Torino, Rivalta ed Orbassano per un totale di 18 km.

- Bealera dei prati di Pianezza[5] (sponda sinistra), si origina ad Alpignano fino a Pianezza, dividendosi in tre rami per un totale di 7 km.

- Bealera di Venaria (sponda sinistra), ha la presa a Pianezza e bagna i territori di Collegno e Venaria per 11 km. In parte termina nella Ceronda ed in parte nella Stura di Lanzo.

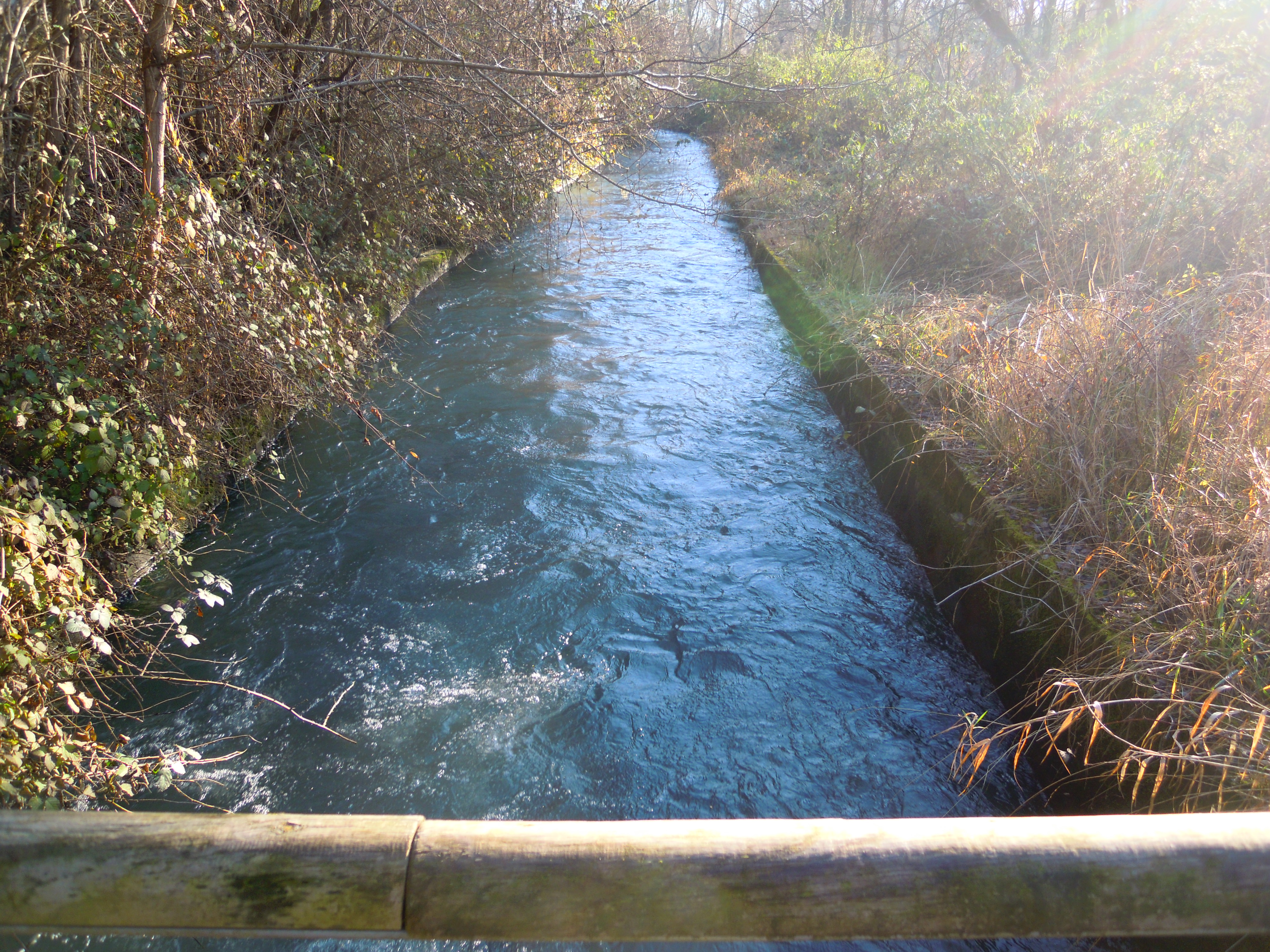
Canale di Venaria a Pianezza

- Bealera di Collegno (sponda sinistra), nasce a Pianezza per dirigersi verso Collegno e Torino dividendosi poi in più rami per 5 km.

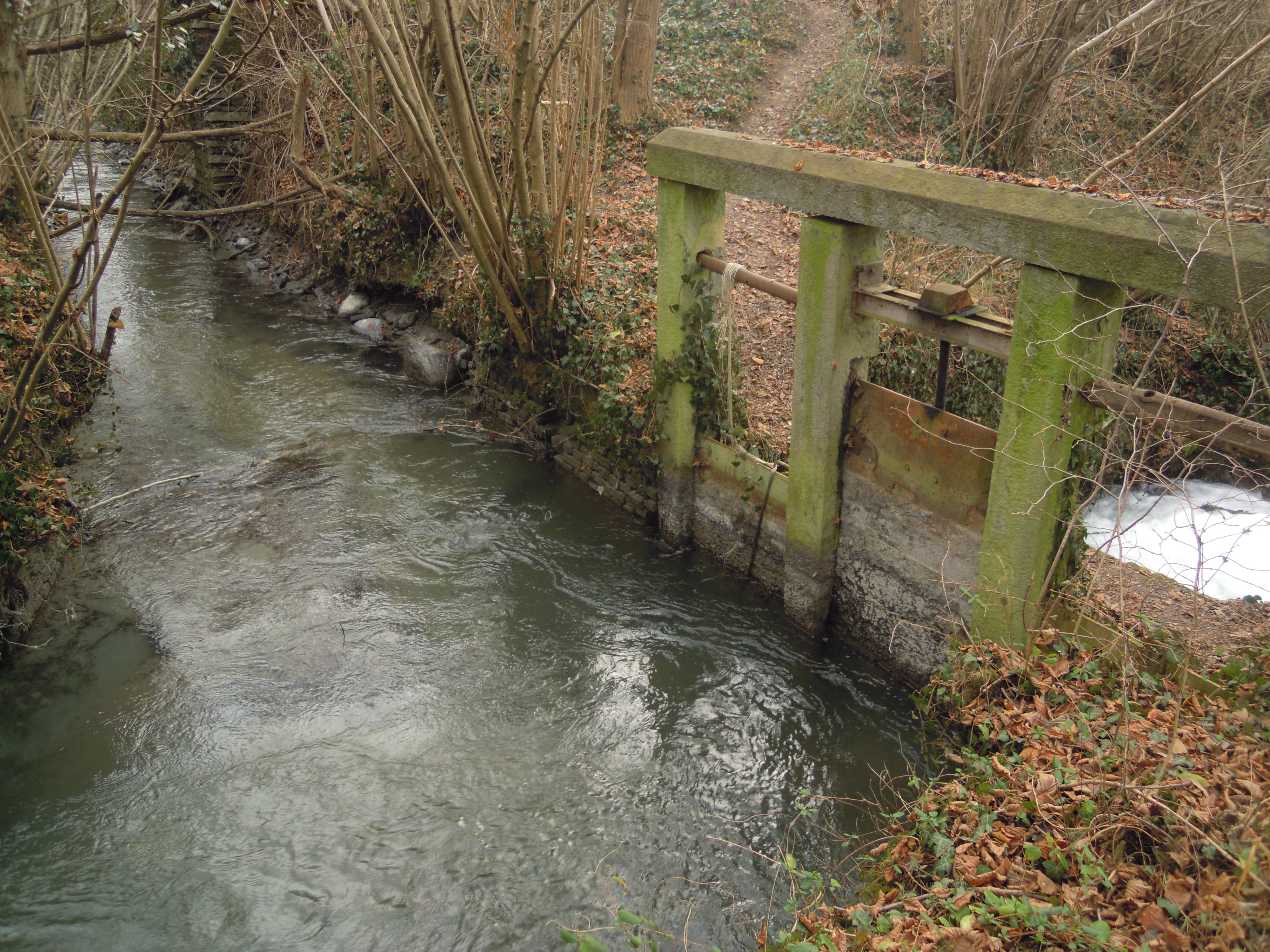
Canale di Collegno

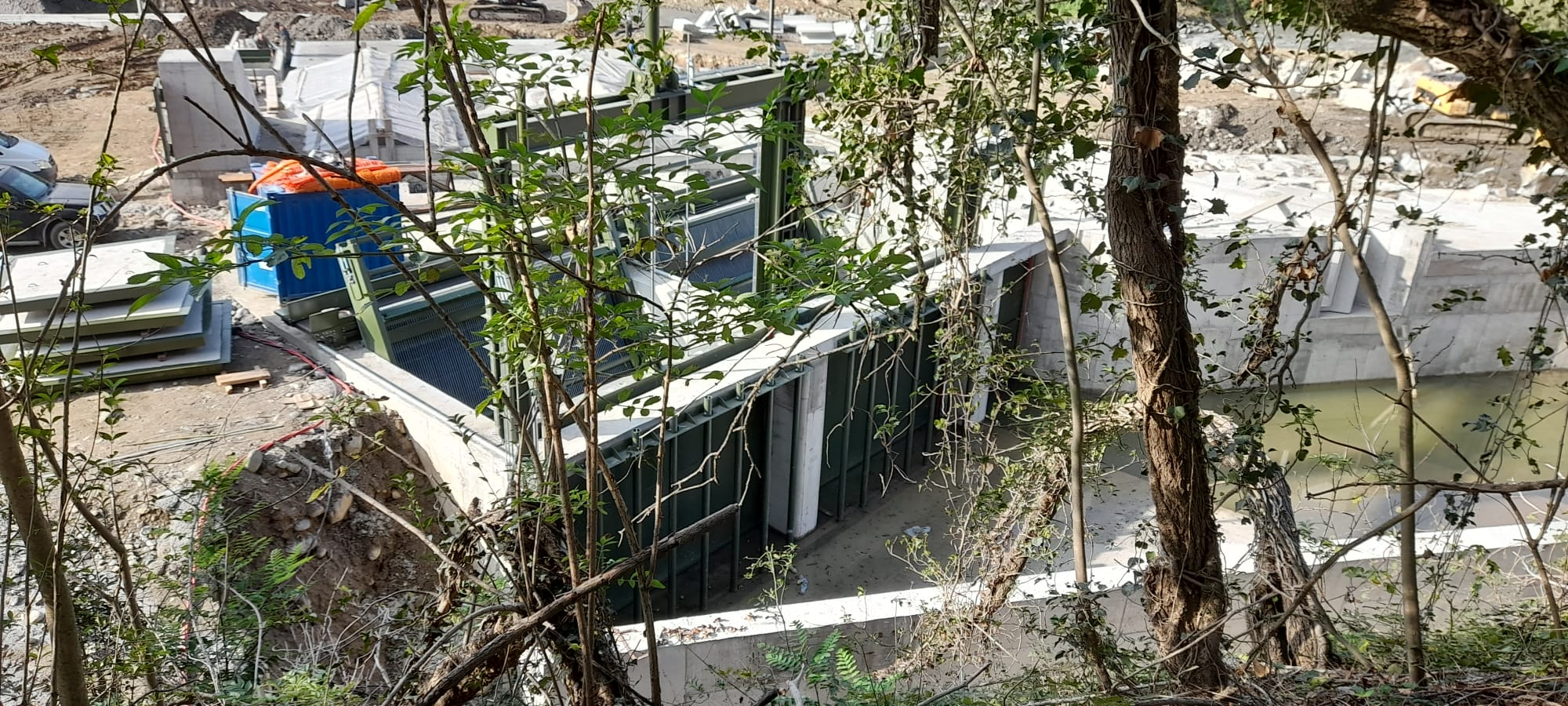
Nuova centrale idroelettrica a Pianezza in costruzione nei pressi della presa della bealera di Collegno

- Bealera Barola, o Barolo (sponda sinistra),  si originava a Pianezza e bagnava anche Collegno, per procedere quindi ad Altessano di Venaria Reale e bagnare parte di Torino Vallette, per un totale di 9 km. Da qualche anno è stata chiusa, anche se nel tratto torinese riceve acqua da altre bealere (di Venaria e Putea)

- Bealera Putea (sponda sinistra), ha la presa a Pianezza e procede per Collegno e Torino. Si divide in due rami: il sinistro è lungo 7 km mentre il destro scavalca la Dora con un ponte canale ed è lungo 10 km.

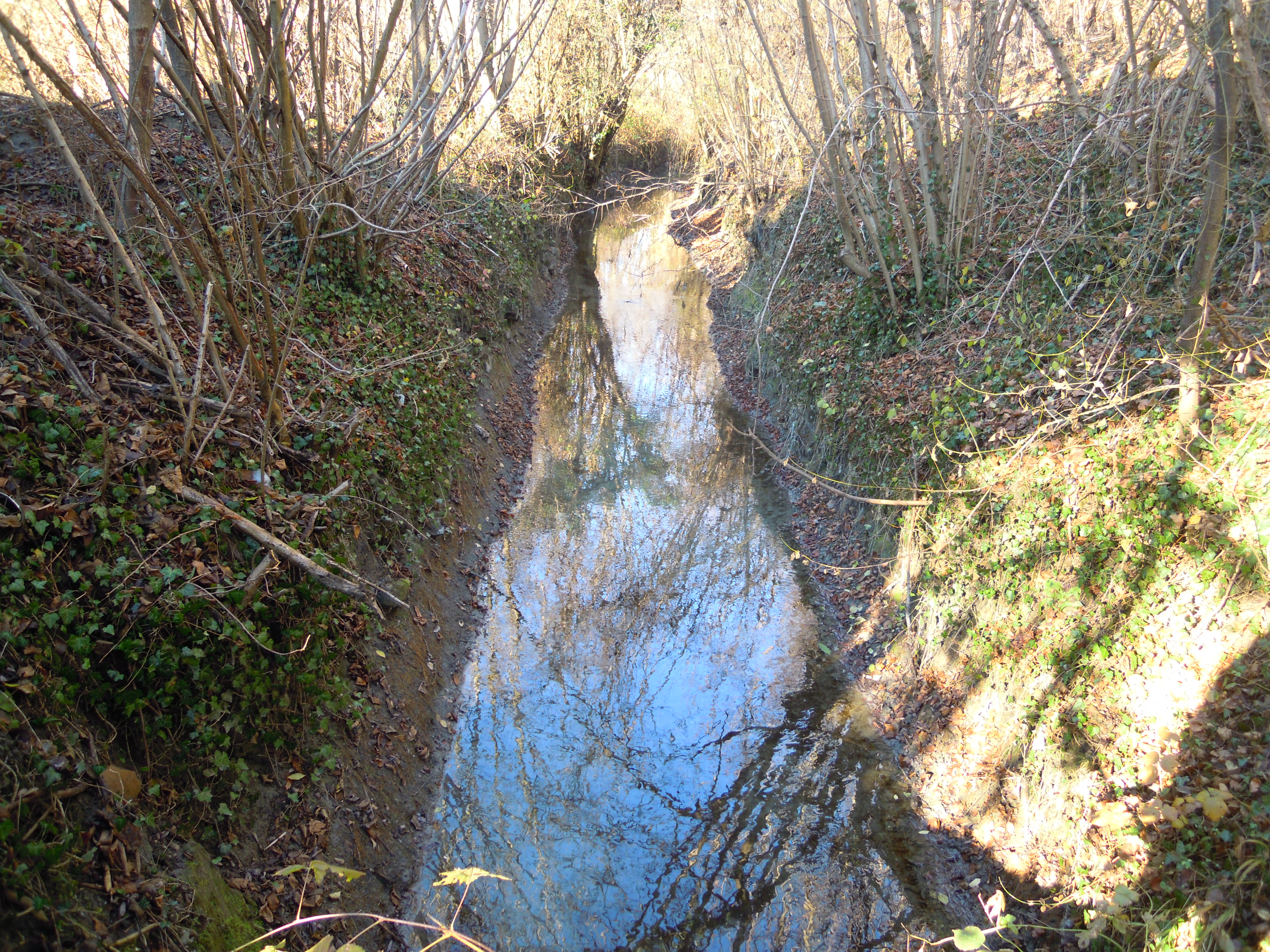
Bealera Putea poco a valle della presa

- Bealera Cossola [6] (sponda destra), si origina a Collegno e prosegue per Torino per una lunghezza di 12,5 km.

- Bealera nuova di Lucento (sponda sinistra), si originava a Collegno verso Torino in più rami chiusi da diversi anni. La lunghezza era di 9 km.

- Bealera vecchia di Lucento (sponda sinistra), chiusa anch'essa, scorreva parallelo al precedente di poco più a valle. Il suo corso raggiungeva i 12 km.

- Canale della Pellerina (sponda destra). Prendeva questo nome il primo tratto del "Gran canale della Città" che muoveva i molini di Dora (detti Molassi). Tra i molini del Martinetto e la Fucina delle canne di Valdocco proseguiva come canale del Martinetto e raggiungeva i molini con l'appellativo di canale dei Molassi e proseguendo infine verso le Manifatture del Parco. La  traversa è tuttora utilizzata per scopi idroelettrici.

- Canale Meana (sponda destra), rafforzava il canale del Martinetto confluendo con esso alla Fucina delle canne di Valdocco. Oggi alimenta una centrale elettrica all'interno dell'Environment Park di Parco Dora.

- Canale del Regio Parco forniva forza motrice alle Manifatture del Parco. In origine era costituito da due rami: il primo prolungava il canale dei Molassi in sponda destra ed il secondo derivava in sponda sinistra  presso il ponte delle Benne. I due rami si riunivano nei pressi del Cimitero generale in un unico canale che costeggiava c.so Regio Parco. Sulla traversa è stata realizzata una centrale idroelettrica.

## Da altri fiumi
Dalla Stura di Lanzo, fiume a nord della città, derivano diversi canali e bealere a partire da Lanzo: da destra il canale di Druento (lungo oltre 30 km) che attraversa il parco regionale de La Mandria e termina il suo corso nel torrente Ceronda, a sinistra diverse bealere che scambiano più volte l'acqua col torrente Banna-Bendola. Solo la bealera denominata Sturetta entra nel territorio torinese e sfocia nel Po. L'unico canale che si originava dal Po era il canale Michelotti sulla sponda destra.
Il Canale Ceronda era una diramazione artificiale del 1868 dell'omonimo torrente, affluente della Stura di Lanzo, che partiva nei pressi di Venaria Reale ed era indirizzato verso le aree nord-ovest della città. Scorreva poi nei quartieri Lucento, Borgata Ceronda di Madonna di Campagna, per poi dividersi ancora in un ramo destro, che attraversava il quartiere San Donato e sfociava direttamente verso il fiume Po, e sinistro, che terminava in Vanchiglietta fino al Canale Regio Parco e poi nella Dora Riparia. Esso alimentava varie fabbriche ed opifici di tutti questi quartieri, soprattutto nel XIX secolo.